# Критическая плотность (космология)
Крити́ческая пло́тность Вселе́нной ρс — выделенное значение плотности материи (вещества и энергии) Вселенной, от которого зависят глобальные геометрические свойства вселенной в космологических моделях.
В частности, если средняя плотность Вселенной меньше или равна критической, то реализуется бесконечная вселенная. Если же плотность больше критической — то пространство Вселенной оказывается конечным:
- ρ < ρс — пространство с отрицательной кривизной, открытая вселенная;
- ρ = ρс — плоская, открытая[источник не указан 1258 дней] вселенная;
- ρ > ρс — положительная кривизна пространства, вселенная замкнута.

По данным WMAP, наблюдаемая Вселенная является плоской (в пределах погрешности). Исходя из этого, согласно модели Фридмана, средняя плотность Вселенной равна критической: ρ = ρс с точностью порядка 1 %.
Барионная (обычная, доступная прямым наблюдениям) материя даёт в эту плотность довольно малый вклад: лишь (4,54±0,01) %, или 0,25 атома водорода на кубический метр. Два других компонента, дающих гораздо больший вклад в плотность, — тёмная материя (22,6 %) и тёмная энергия (73 %). Вклад релятивистских частиц, то есть фотонов микроволнового фона, в настоящее время крайне мал: 0,0050 %.

## Численное значение
Значение критической плотности {\displaystyle \rho _{c}} зависит от значения постоянной Хаббла:
{\displaystyle \rho _{c}={\frac {3H^{2}}{8\pi G}}~,}
где
H — постоянная Хаббла,
G — гравитационная постоянная.
При записи критической плотности (и других космологических параметров) часто используют безразмерную постоянную Хаббла h, определённую как h = H/(100 (км/с)/Мпк). В этих обозначениях
ρс = 1,88·10−26h2 кг/м3 = 1,05·10−5h2 ГэВ/см3,
причём коэффициенты в этих выражениях не зависят от времени, в отличие от H и h.
При значении постоянной Хаббла в современную эпоху H0 = 70,4±2,5 (км/с)/Мпк (или 2,282⋅10−18 c−1), наилучшим образом описывающем доступные на 2012 год наблюдательные данные, критическая плотность ρс равна 9,31⋅10−27 кг/м3 (или 5,20⋅10−6 ГэВ/см3). С учётом того, что масса нуклона (и масса атома водорода) примерно равна 0,94 ГэВ, критическая плотность соответствует 5,5 атома водорода на кубический метр.